# Громова, Вивея Витальевна
Вивея Витальевна Громова (3 января 1928; УССР, Киев — 9 августа 2022; Москва) — украинская, советская и российская оперная певица (лирико-колоратурное сопрано), педагог (профессор кафедры сольного пения, 1998), актриса
 театра. Заслуженная артистка РСФСР (1969).

## Биография
Вивея Витальевна Громова родилась 3 января 1928 в Киеве.
В 1946-м поступила в Киевскую консерваторию, проучившись год, переехала в Москву. В 1952-м окончила институт имени Гнесиных (класс А. И. Малюты).
С 1957-го стала солисткой Музыкального театра им. К. С. Станиславского и В. И. Немировича-Данченко, являлась профессором РАМ им. Гнесиных.
Вивея будучи ведущей солисткой Музыкального театра им. К. С. Станиславского и В. И. Немировича-Данченко с конца 1950-х годов и до начала 1980-х гг. занимала совершенно особое место как в самом театре, так и в оперном и камерном искусстве в целом. Возможно, что это связано с особенностями вокальной школы. В 1950-х после окончания ГМПИ им. Гнесиных Громова несколько лет жила в Варшаве и брала уроки у знаменитой певицы Э. Бандровска-Турска. И лирико-колоратурное сопрано сочетало в себе эмоциональную наполненость звука с неким рационализмом, строгой взвешенностью всех выразительных средств. Иногда казалось, что излишняя камерность в подаче звука не даст возможность певице пробить оркестр. Но голос Громовой обладал особой полетностью, что она точно знала, на сколько нужно давать звука в зависимости от той или иной плотностей фактуры, в общем в лучшие годы своей карьеры Вивея Витальевна блестяще владела своим очень своеобразным и притягательным по тембру голосом.
В 1960-х годах и примерно до начала 1970-х Громова пела практически все ведущие партии лирико-колоратурного, лирического и даже лирико-драматического сопрано:
- Фьордилиджи («Так поступают все женщины» В. Моцарта)
- Адина («Любовный напиток» Г. Доницетти)
- Розина («Севильский цирюльник» Дж. Россини)
- Иоланта в одноим. опере П. Чайковского.
- Чио-Чио-Сан в одноим. опере Дж. Пуччини.

С 1980 года преподавала в академии музыки Гнесиных.
В 1986 уже не являлась солисткой Музыкального театра им. К. С. Станиславского и В. И. Немировича-Данченко.
Успешно гастролировала по странам, городам, занималась записью своих песен и альбомов.
Ушла из жизни 9 августа 2022 на 94 году.

## Театральная деятельность
- Спектакль В. Фельзенштейна «Кармен», роль Фраскиты (1969)
- Роль — Манон в одноим. опере Ж. Массне. (1973)

## Награды и звания
- Заслуженная артистка РСФСР (1969)[16]